# Liga Ecuatoriana de Baloncesto Profesional 2023
La Liga Ecuatoriana de Baloncesto Profesional 2023 llamado oficialmente Liga Ecuabet Básquet Pro 2023 por motivos de patrocinio fue la segunda (2.ª) edición de la Liga Ecuatoriana de Baloncesto Profesional. El torneó inició el 5 de julio y culminó el 28 de octubre. Participaron 8 equipos de Baloncesto.

## Sistema de juego
El sistema de juego determinado por la Liga Básquet Pro está compuesto por tres etapas:
- Primera etapa: Los ocho equipos jugaron todos contra todos a partidos de ida y vuelta (14 fechas). Los equipos se ordenaron en función de los puntos obtenidos, con dos puntos por victoria y un punto por derrota.
- Segunda etapa: Los ocho equipos se distribuyeron en dos grupos de cuatro equipos, jugando a partidos de ida y vuelta (6 fechas). Terminadas las 2 etapas se obtuvo la tabla acumulada que sirvió para definirse las llaves de la fase final.
- Fase final: Completadas las dos etapas, con base en la tabla acumulada se decidieron las llaves de la eliminación directa jugando cuartos de final, semifinal y final. Los cuartos de final y semifinales se jugaron al mejor de 5 partidos, mientras que la final se jugó al mejor de 7 partidos.

Los enfrentamientos se asignaron de la siguiente manera: 1.° vs. 8.°, 2.° vs. 7.°, 3.° vs. 6.,°4.°vs. 5.°